# Чемпионат Волынской области по футболу
Чемпионат Волынской области по футболу — областное соревнование украинского футбола среди любительских команд. Проводится под эгидой Ассоциации футбола Волыни.

## Все победители
| Год          | Победитель                  | 2 место                                    | 3 место                                    |
| ------------ | --------------------------- | ------------------------------------------ | ------------------------------------------ |
| 1945         |                             |                                            |                                            |
| 1946         |                             |                                            |                                            |
| 1947         |                             |                                            |                                            |
| 1948         |                             |                                            |                                            |
| 1949         | «Локомотив» Киверцы         |                                            |                                            |
| 1950         |                             |                                            |                                            |
| 1951         |                             |                                            |                                            |
| 1952         |                             |                                            |                                            |
| 1953         | «Динамо» Луцк               | «Спартак» Рожище                           |                                            |
| 1954         |                             |                                            |                                            |
| 1955         | «Колхозник» Горохов         |                                            |                                            |
| 1956         | г. Владимир-Волынский       | г. Луцк                                    | Гороховский р-н                            |
| 1957         | ГБО Луцк                    | «Шахтёр» Нововолынск                       |                                            |
| 1958         | ГБО Луцк                    | «Шахтёр» Нововолынск                       | «Локомотив» Ковель                         |
| 1959         | ГБО Луцк                    | ГБО Владимир-Волынский                     | «Шахтёр» Нововолынск                       |
| 1960         | «Шахтёр» Нововолынск        | «Зенит» Владимир-Волынский                 | МБО Ковель                                 |
| 1961         | «Зенит» Владимир-Волынский  | «Спартак» Луцк                             | «Локомотив» Ковель                         |
| 1962         | «Зенит» Владимир-Волынский  | «Колхозник» Рожище                         | «Спартак» Луцк                             |
| 1963         | «Зенит» Владимир-Волынский  | сборная Любомля                            | «Спартак» Луцк                             |
| 1964         | «Шахтёр» Нововолынск        | «Колхозник» Ковельский р-н                 | ГБО Луцк                                   |
| 1965         | «Шахтёр» Нововолынск        | «Строитель» Луцк                           | «Локомотив» Ковель                         |
| 1966         | «Локомотив» Ковель          | «Шахтёр» Нововолынск                       | «Электрик» Луцк                            |
| 1967         | «Электрик» Луцк             | «Рубин» Ковель                             | «Локомотив» Ковель                         |
| 1968         | «Рубин» Ковель              | «Мелиоратор» Камень-Каширский              | «Сельхозтехника» Ковель                    |
| 1969         | «Шахтёр» Нововолынск        | «Механизатор» Рожище                       | «Мелиоратор» Камень-Каширский              |
| 1970         | «Спартак» Ковель            | «Электрик» Луцк                            | «Механизатор» Рожище                       |
| 1971         | «Локомотив» Ковель          | «Машиностроитель» Рожище                   | «Торпедо-2» Луцк                           |
| 1972         | «Сельмаш» Ковель            | «Торпедо» Луцк                             | «Локомотив» Ковель                         |
| 1973         | «Сельмаш» Ковель            | «Шахтёр» Нововолынск                       | «Электрик» Луцк                            |
| 1974         | «Шахтёр» Нововолынск        | «Торпедо» Луцк                             | «Локомотив» Ковель                         |
| 1975         | «Сельмаш» Ковель            | «Торпедо» Луцк                             | «Машиностроитель» Рожище                   |
| 1976         | «Шахтёр» Нововолынск        | «Ферммаш» Рожище                           | «Сельмаш» Ковель                           |
| 1977         | «Прибор» Луцк               | «Ферммаш» Рожище                           | «Сельмаш» Ковель                           |
| 1978         | «Прибор» Луцк               | «Ферммаш» Рожище                           | «Сельмаш» Ковель                           |
| 1979         | «Прибор» Луцк               | «Сельмаш» Ковель                           | «Шахтёр» Нововолынск                       |
| 1980         | «Сельмаш» Ковель            | «Шахтёр» Нововолынск                       | «Локомотив» Киверцы                        |
| 1981         | «Подшипник» Луцк            | «Сельмаш» Ковель                           | «Локомотив» Киверцы                        |
| 1982         | «Сельмаш» Ковель            | «Подшипник» Луцк                           | «Прибор» Луцк                              |
| 1983         | «Сельмаш» Ковель            | «Подшипник» Луцк                           | «Буревесник» Луцк                          |
| 1984         | «Сельмаш» Ковель            | «Колос» Киверцы                            | «Прибор» Луцк                              |
| 1985         | «Подшипник» Луцк            | «Сельмаш» Ковель                           | «Колос» Киверцы                            |
| 1986         | «Подшипник» Луцк            | «Сельмаш» Ковель                           | «Шахтёр» Нововолынск                       |
| 1987         | «Подшипник» Луцк            | «Сельмаш» Ковель                           | «Шахтёр» Нововолынск                       |
| 1988         | «Подшипник» Луцк            | «Сельмаш» Ковель                           | «Шахтёр» Нововолынск                       |
| 1989         | «Подшипник» Луцк            | «Электрик» Луцк                            | «Шахтёр» Нововолынск                       |
| 1990         | «Подшипник» Луцк            | «Сельмаш» Ковель                           | «Электрик» Луцк                            |
| 1991         | «Подшипник» Луцк            | «Шахта № 9» Нововолынск                    | «Сельмаш» Ковель                           |
| 1992 (весна) | «Подшипник» Луцк            | «Электрик» Луцк                            | «Шахта № 9» Нововолынск                    |
| 1992—93      | «Подшипник» Луцк            | «Колос» Киверцы                            | «Автомобилист» Камень-Каширский            |
| 1993—94      | «Подшипник» Луцк            | «Явор» Цумань                              | «Колос» Киверцы                            |
| 1994—95      | ФК «Ковель» Ковель          | «Явор» Цумань                              | «Рубеж» Любомль                            |
| 1995—96      | ЭНКО Луцк                   | «Явор» Цумань                              | ФК «Ковель» Ковель                         |
| 1996—97      | «Явор» Цумань               | ЭНКО Луцк                                  | «Колос» Ковель                             |
| 1997—98      | ЭНКО Луцк                   | «Явор» Цумань                              | «Луч-Волынь» Рожище                        |
| 1998—99      | «Явор» Цумань               | ЭНКО Луцк                                  | «Троянда-Экспресс» с. Горькая Полонка      |
| 1999 (осень) | «Подшипник» Луцк            | «Явор» Цумань                              | ЭНКО Луцк                                  |
| 2000         | «Явор-Волыньлес» Цумань     | ОЛШЕ Ковель                                | «Рубеж» Любомль                            |
| 2001         | «Явор-Волыньлес» Цумань     | ФК «Торчин» пгт Торчин                     | ФК «Владимир-Волынский» Владимир-Волынский |
| 2002         | «Свитязь» Шацк              | «Университет-ДЮСШ» Рожище                  | ФК «Торчин» пгт Торчин                     |
| 2003         | ФК «Ковель» Ковель          | «Свитязь» Шацк                             | ФК «Торчин» пгт Торчин                     |
| 2004         | ФК «Ковель» Ковель          | ФК «Торчин» пгт Торчин                     | ФК «Владимир-Волынский» Владимир-Волынский |
| 2005         | ФК «Ковель» Ковель          | «Западный Буг» пгт Иваничи                 |                                            |
| 2006         | «Вотранс-ЛСТМ» Луцк         | ФК «Владимир-Волынский» Владимир-Волынский | «Стир» Берестечко                          |
| 2007         | «Вотранс-ЛСТМ» Луцк         | ФК «Владимир-Волынский» Владимир-Волынский | ФК «Ковель» Ковель                         |
| 2008         | МФК «Ковель» Ковель*        | ФК «Владимир-Волынский» Владимир-Волынский | «Вотранс-ЛСТМ» Луцк                        |
| 2009         | «Ковель-Волынь» Ковель      | «Вотранс-ЛСТМ» Луцк                        | «Шахтёр» Нововолынск                       |
| 2010         | МФК «Ковель» Ковель         | «Вотранс-ЛСТМ» Луцк                        | ДЮФК «Волынь» Луцк                         |
| 2011         | «Вотранс-ЛСТМ» Луцк         | МФК «Ковель» Ковель                        | «Шахтёр» Нововолынск                       |
| 2012/13      | МФК «Ковель» Ковель         | «Луцксантехмонтаж-536» Луцк                | «Ласка» Боратин                            |
| 2013/14      | «Ласка» Боратин             | «Луцксантехмонтаж-536» Луцк                | ФК «Поддубцы»                              |
| 2014/15      | «Луцксантехмонтаж-536» Луцк | «Ласка» Боратин                            | «Волиньагротех» Горка Полонка              |
| 2015/16      | «Луцксантехмонтаж-536» Луцк | «Ласка» Боратин                            | «Ковель-Волынь» Ковель                     |
| 2016/17      | «Луцксантехмонтаж-536» Луцк | «Ласка» Боратин                            | «Ковель-Волынь» Ковель                     |
| 2017/18      | «Луцксантехмонтаж-536» Луцк | «Ласка» Боратин                            | «Ковель-Волынь» Ковель                     |
| 2018/19      | «Вотранс» Луцк              | «Луцксантехмонтаж-536» Луцк                | «НФК Боратин»                              |
| 2019/20      | «Шахтёр» Нововолынск        | «Луцксантехмонтаж-536» Луцк                | «Ковель-Волынь» Ковель                     |
| 2020/21      | «Луцксантехмонтаж-536» Луцк | «Вотранс» Луцк                             | «Ковель-Волынь» Ковель                     |
| 2022         | «Шахтёр» Нововолынск        | «Луцксантехмонтаж-536» Луцк                | «Ковель-Волынь» Ковель                     |
| 2023         | «Луцксантехмонтаж-536» Луцк | «Шахтёр» Нововолынск                       | «Тростянец»                                |
| 2024         | «Тростянец»                 | «Луцксантехмонтаж-536» Луцк                | «Ковель-Волынь» Ковель                     |

## Чемпионаты под эгидой ФСО «Колос»
Волынская область, единственная на Украине, в которой чемпионаты под эгидой ФСО «Колос» котируются на уровне с чемпионатами под эгидой областной Федерации футбола. Такая ситуация сложилась из-за конфликтов между руководствами клубов и федерации. Под эгидой ФСО «Колос» в чемпионате 2008 года выступало больше команд чем в турнире под эгидой ВФФ.
Чемпион Волынской области по версии ФСО «Колос» 2008 года — ФК «Торчин».